# Przebędowo (Choczewo)
Przebędowo (deutsch Prebendow) ist ein Dorf in der polnischen Woiwodschaft Pommern. Es ist dem Verwaltungsbezirk Landgemeinde Choczewo (Chottschow) im Powiat Wejherowski (Neustädter Kreis) angegliedert.

## Geographische Lage
Das Dorf liegt in Hinterpommern, etwa 20 Kilometer nordnordöstlich der Stadt Lauenburg in Pommern und 19 Kilometer ostsüdöstlich der Stadt Leba, rechts des Flüsschens Chaust.

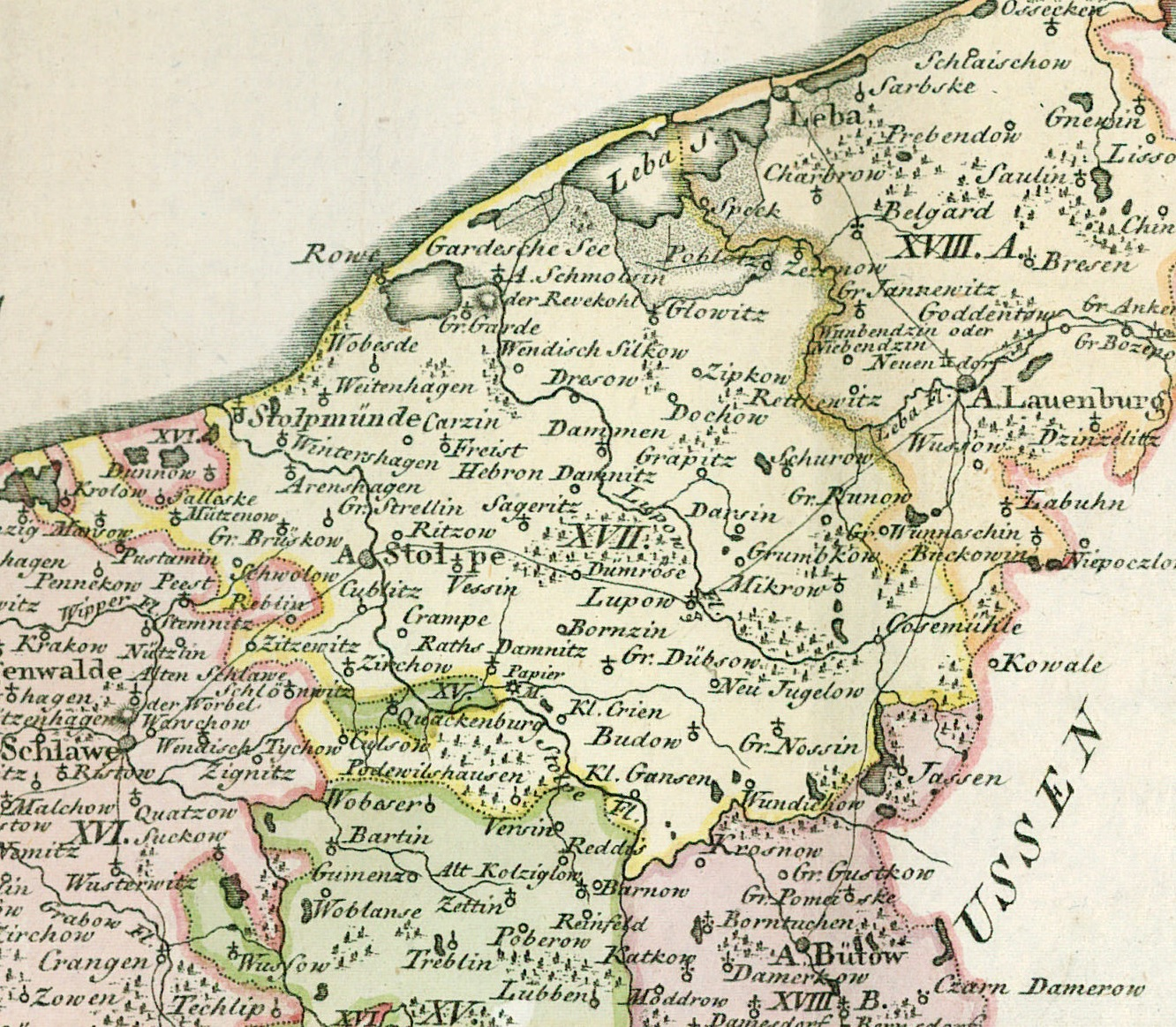
Prebendow, ostnordöstlich der Stadt Stolp (früher Stolpe geschrieben), nordnordöstlich von Lauenburg i. Pom. und ostsüdöstlich der Stadt Leba, auf einer Landkarte von 1794

Zelasen, nordnordöstlich von Lauenburg in Pommern, südöstlich der Dünenformation Große Wollsäcke (Gr. Wollsäcke), rechts des Flüsschens Chaust und ostsüdöstlich der Stadt Leba, auf einer Landkarte von 1910

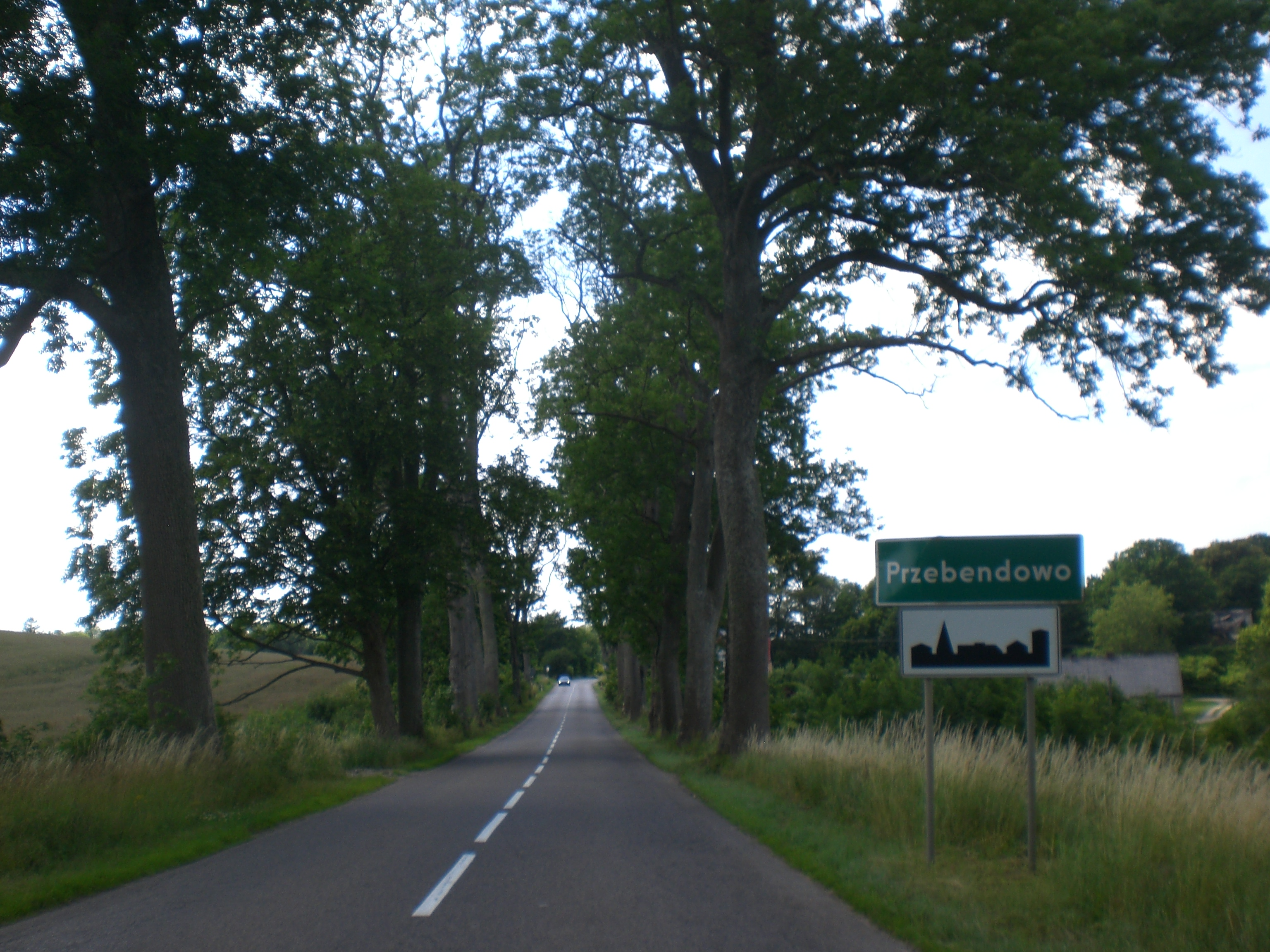
Ortseinfahrt (2024)

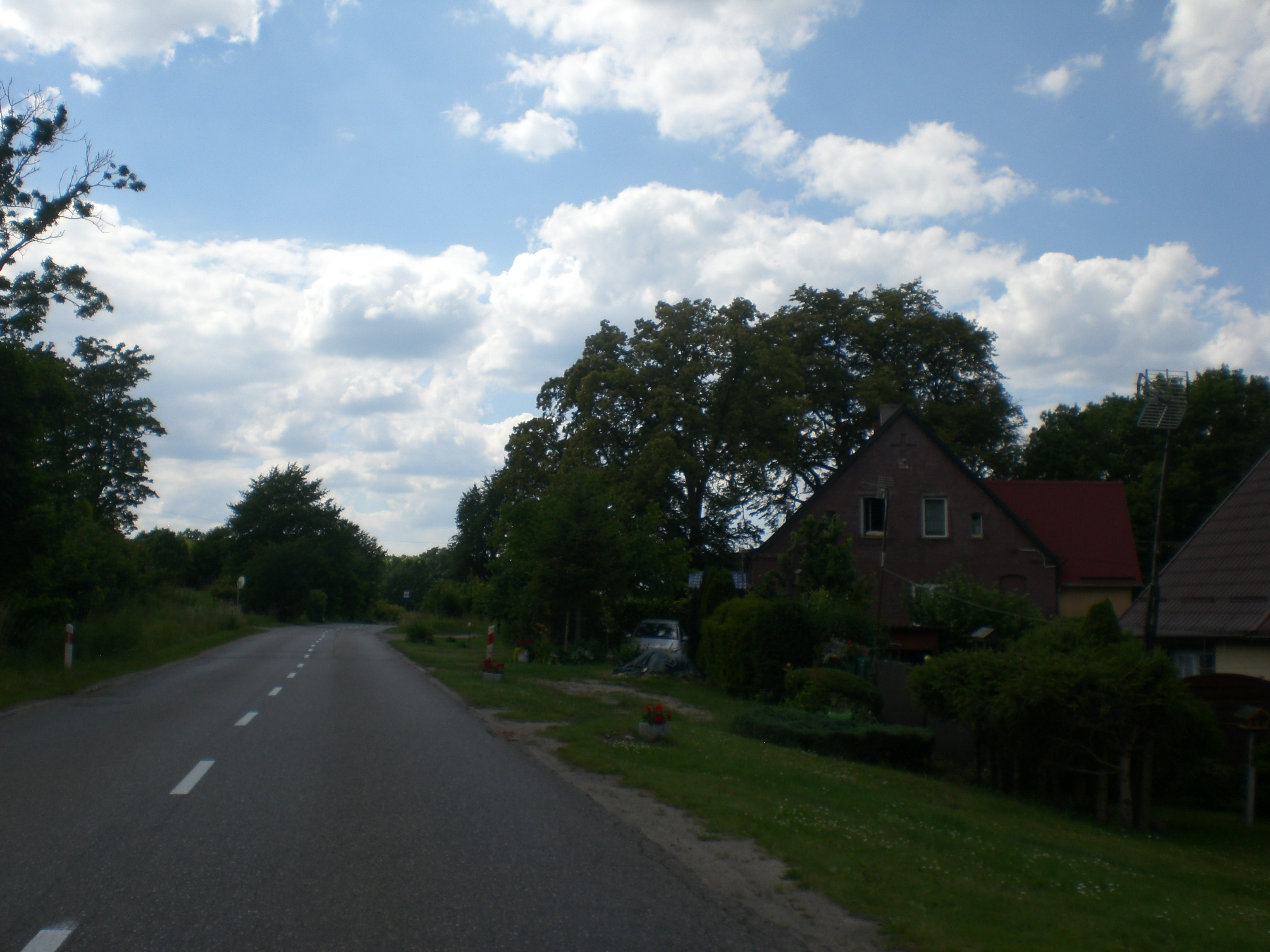
Dorfstraße (2024)

## Geschichte
Um 1780 hatte das adlige Gut Prebendow ein Vorwerk, drei Bauernstellen, drei Kossäten, eine Schmiede, einen Schulmeister, einen Buchen- und Eichenwald, drei Teiche und zehn Feuerstellen (Haushaltungen); das zu Ossecken eingepfarrte Dorf befand sich im Besitz der Witwe des A. von Stojenthin, Wilhelmina Gottlieb von Stojenthin, geborene von Zitzewitz, die außerdem einen Anteil an dem benachbarten Gutsbezirk Zelasen besaß.
Am 1. April 1927 hatte das Gut Prebendow eine Flächengröße von 538 Hektar, und am 16. Juni 1925 hatte der Gutsbezirk 205 Einwohner.  Am 30. September 1928 wurden die Gutsbezirke Prebendow und Zelasen zur Landgemeinde Zelasen zusammengeschlossen. Am 29. Dezember 1937 erfolgte die Umbenennung der Gemeinde Zelasen in Hohenwaldheim.
Vor 1945 bildete Prebendow eine Wohnstätte in der Landgemeinde Hohenwaldheim im Landkreis Lauenburg i. Pom., Regierungsbezirk Köslin, der preußischen Provinz Pommern des Deutschen Reichs.
Gegen Ende des Zweiten Weltkriegs wurde die Region Anfang März 1945 von der Roten Armee besetzt. Bald darauf wurde Hinterpommern zusammen mit Westpreußen und der südlichen Hälfte Ostpreußens von der Sowjetunion der Volksrepublik Polen zur Verwaltung überlassen. Es begann danach die Zuwanderung polnischer Zivilisten, von denen die einheimischen Dorfbewohner aus ihren Häusern und Gehöften gedrängt wurden. Die Wohnstätte Prebendow wurde unter der polonisierten Ortsbezeichnung ‚Przebędowo‘ verwaltet. In der Folgezeit  wurden die einheimischen Dorfbewohner von der polnischen Administration aus Prebendow vertrieben.
Die Ortschaft ist heute Teil der Gmina Choczewo im Powiat Wejherowski (Powiat Neustadt in Westpreußen) der Woiwodschaft Pommern (1975–1998 der Woiwodschaft Danzig).

### Demographie
| Jahr | Einwohner | Anmerkungen |
| ---- | --------- | --- |
| 1818 | 102       | Dorf, adlige Besitzung                                                                                                   |
| 1852 | 140       | Dorf |
| 1867 | 177       | am 3. Dezember, davon 13 Einwohner auf dem Vorwerk und 164 im Gutsbezirk                                                 |
| 1871 | 180       | am 1. Dezember, davon 42 Einwohner auf dem Vorwerk (sämtlich Evangelische) und 138 im Gutsbezirk (sämtlich Evangelische) |
| 1910 | 166       | am 1. Dezember |
| 1925 | 205       | am 16. Juni |

## Kirche

### Kirchspiel bis 1945
Die hier vor 1945 lebenden Dorfbewohner gehörten mit großer Mehrheit der evangelischen Konfession an. Das evangelische Kirchspiel war in Ossecken.
Das katholische Kirchspiel war in Wierschutzin.

### Polnisches Kirchspiel seit 1945
Die seit 1945 und Vertreibung der einheimischen Dorfbewohner anwesende polnische Einwohnerschaft ist größtenteils katholisch.
Hier lebende evangelische Polen sind dem Pfarramt in Stolp in der Diözese Pommern-Großpolen der Evangelisch-Augsburgischen Kirche in Polen zugeordnet, das eine gottesdienstliche Außenstation in Lauenburg i. Pom. unterhält.